# شگفت‌سگ
شگفت‌سگ (نام علمی: Ectopocynus) نام یک سرده از زیرخانواده باخترسگیان است.